# Łamacz blokady

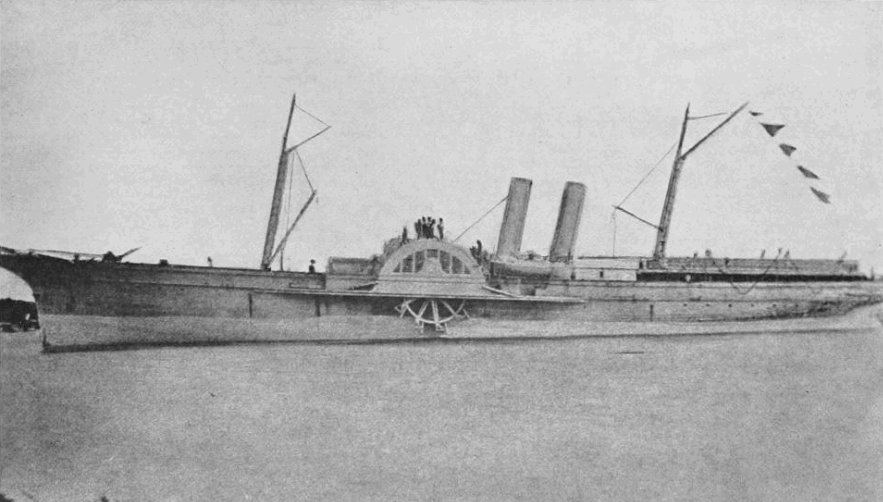
Konfederacki łamacz blokady Advance

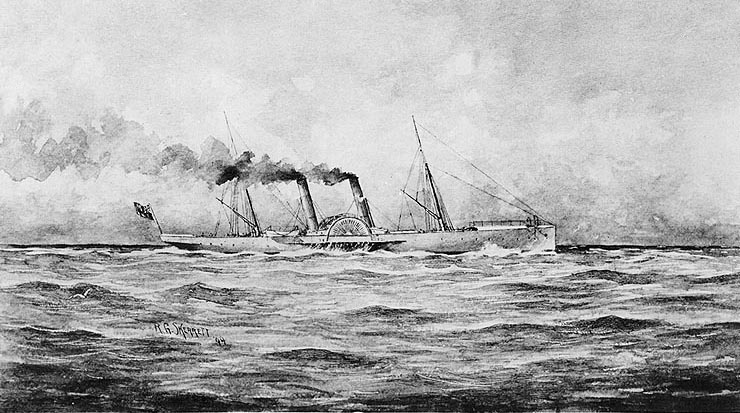
Konfederacki łamacz blokady Banshee

Łamacz blokady, przerywacz blokady – statek lub okręt, utrzymujący komunikację z portami państwa, wobec którego zastosowano podczas działań wojennych blokadę morską.
Łamacze blokady najczęściej służyły do zaopatrywania zablokowanego państwa w surowce i materiały wojenne, w tym broń, a w drugą stronę do eksportu towarów. Rejsy takie były bardzo ryzykowne, często kończąc się przechwyceniem lub zatopieniem statku przez siły blokujące.
Import broni i materiałów wojennych za pomocą łamaczy blokady miał szczególnie istotne znaczenie dla Skonfederowanych Stanów Ameryki podczas wojny secesyjnej w Stanach Zjednoczonych (1861–1865), kiedy to stany Unii wprowadziły blokadę morską portów Południa (Konfederacji) w ramach planu Anaconda. Budowano wówczas specjalne szybkie statki służące do komunikacji między tymi portami a Nassau na Bahamach, Hawaną i Bermudami, pośredniczącymi w handlu z Europą. Poszukiwanym w Europie towarem eksportowym Południa była bawełna. Handel ten, prowadzony głównie przez brytyjskich armatorów, był mimo ryzyka bardzo zyskowny – dzięki wysokim cenom kilka rejsów mogło zwrócić koszt statku. Podczas wojny około 350 łamaczy blokady przeprowadziło około 1300 prób pokonania blokady, z których około 1000 było skutecznych. Flota Unii zdobyła około 136 łamaczy blokady i doprowadziła do zniszczenia 85.
Później łamacze blokady na większą skalę były używane podczas II wojny światowej przez nazistowskie Niemcy, służąc głównie do sprowadzania surowców strategicznych spoza Europy. Na małą skalę używane były przez Wielką Brytanię, do zakupu maszyn (głównie łożysk) w Szwecji.